# Stefanie Grob
 Stefanie Grob, née le 3 avril 2004, est une  skieuse alpine suisse.

## Biographie
En mars 2022 elle devient vice-championne de Suisse du combiné.
Début décembre 2022, elle obtient ses 2 premiers tops-10 en coupe d'Europe en se classant 6e des 2 super-G de Zinal.Aux championnats de monde juniors U21 à Saint-Anton en janvier 2023, seulement âgée de 18 ans, elle est sacrée championne du monde de descente et de combiné par équipe. Elle est aussi vice-championne du monde de super G et de slalom géant.
En décembre 2023, elle monte sur son premier podium européen en prenant la seconde place du slalom géant de Zinal, suivi début janvier 2024 d'une seconde deuxième place dans celui de Sestrières. En février 2024, pour sa seconde participation aux championnats du monde juniors, elle devient vice-championne du monde juniors de slalom géant à Saint-Jean-d'Aulps. Elle y prend aussi la 3e place du combiné par équipe avec sa coéquipière Janine Mächler. Elle termine la saison à la seconde place du classement général de la coupe d'Europe de slalom géant, remportant ainsi son ticket nominatif pour les épreuves de la coupe du monde de la spécialité de la saison à venir. Fin mars 2024, elle devient vice-championne de Suisse de slalom géant à Lenzerheide derrière Vanessa Kasper.
En 2024-2025, elle fait une très bonne saison de coupe d'Europe de super G. Avec 5 tops-5 dont 2 podiums, elle termine à la deuxième place du classement général de la spécialité, avec un nouveau ticket nominatif pour la coupe du monde, mais de super G cette fois. Début avril elle est sacrée championne de Suisse de descente à Zinal.

## Palmarès

### Coupe du monde
- Premier départ en coupe du monde : le 27 décembre 2022 lors du slalom géant de Semmering (abandon en première manche)[4].
- Dix-huit départs (au 28 février 2025) dans trois disciplines : descente, super G et slalom géant[4].
- Meilleur résultat : 22e (descente des finales, à Soldeu le 15 mars 2023[5].
- Aucun point marqué (au 28 février 2025)[a].

### Championnats du monde juniors
Stefanie Grob participe à trois éditions des Championnats du monde juniors de ski alpin, de 2023 à 2025 pour un bilan de huit médailles, dont trois titres ,.
| Épreuve / Édition              | Descente | Super G | Slalom géant | Slalom | Combiné par équipe | Team event |
| Mondiaux 2023 Saint-Anton      | Or       | Argent  | Argent       | -      | Or                 | 4e         |
| Mondiaux 2024 Portes du soleil | 12e      | 10e     | Argent       | -      | Bronze             | 6e         |
| Mondiaux 2025 Tarvisio         | Or       | 5e      | Argent       |        | DNF2               | -          |

### Coupe d'Europe
- Premier départ en coupe d'Europe : le 9 décembre 2022 lors du super G de Zinal (45e)[4].
- Quatre podiums, deux en super G et deux en slalom géant[10]
- Meilleur classement : deuxième du classement de géant en 2024 et de super G en 2025[11].
- Meilleur classement général : 6e en 2025[11].

#### Classements
| Saison / Épreuve | Saison / Épreuve | Général | Général | Descente | Descente | Super G | Super G | Géant  | Géant  | Slalom | Slalom | Combiné | Combiné |
| ---------------- | ---------------- | ------- | ------- | -------- | -------- | ------- | ------- | ------ | ------ | ------ | ------ | ------- | ------- |
| Saison / Épreuve | Saison / Épreuve | Class.  | Points  | Class.   | Points   | Class.  | Points  | Class. | Points | Class. | Points | Class.  | Points  |
| 2023             | 2023             | 34e     | 251     | 35e      | 27       | 15e     | 137     | 29e    | 87     | -      | -      | -       | -       |
| 2024             | 2024             | 8e      | 436     | 49e      | 16       | 17e     | 98      | 2e     | 322    | -      | -      | -       | -       |
| 2025             | 2025             | 6e      | 544     | 21e      | 56       | 2e      | 405     | 29e    | 83     | -      | -      | -       | -       |